# Program Veněra
Program Veněra (rusky Венера – Venuše) byla série sovětských meziplanetárních sond určených k výzkumu planety Venuše. Po překonání počátečních chyb, především problémů s nosnými raketami, byl program realizovaný v letech 1961–1983 úspěšný a přinesl cenná data o Venuši. Podobně jako jiné sovětské planetární sondy byly Veněry někdy vypouštěny v párech s odstupem necelého týdne. Veněra 1 byla první meziplanetární sonda ze Země.

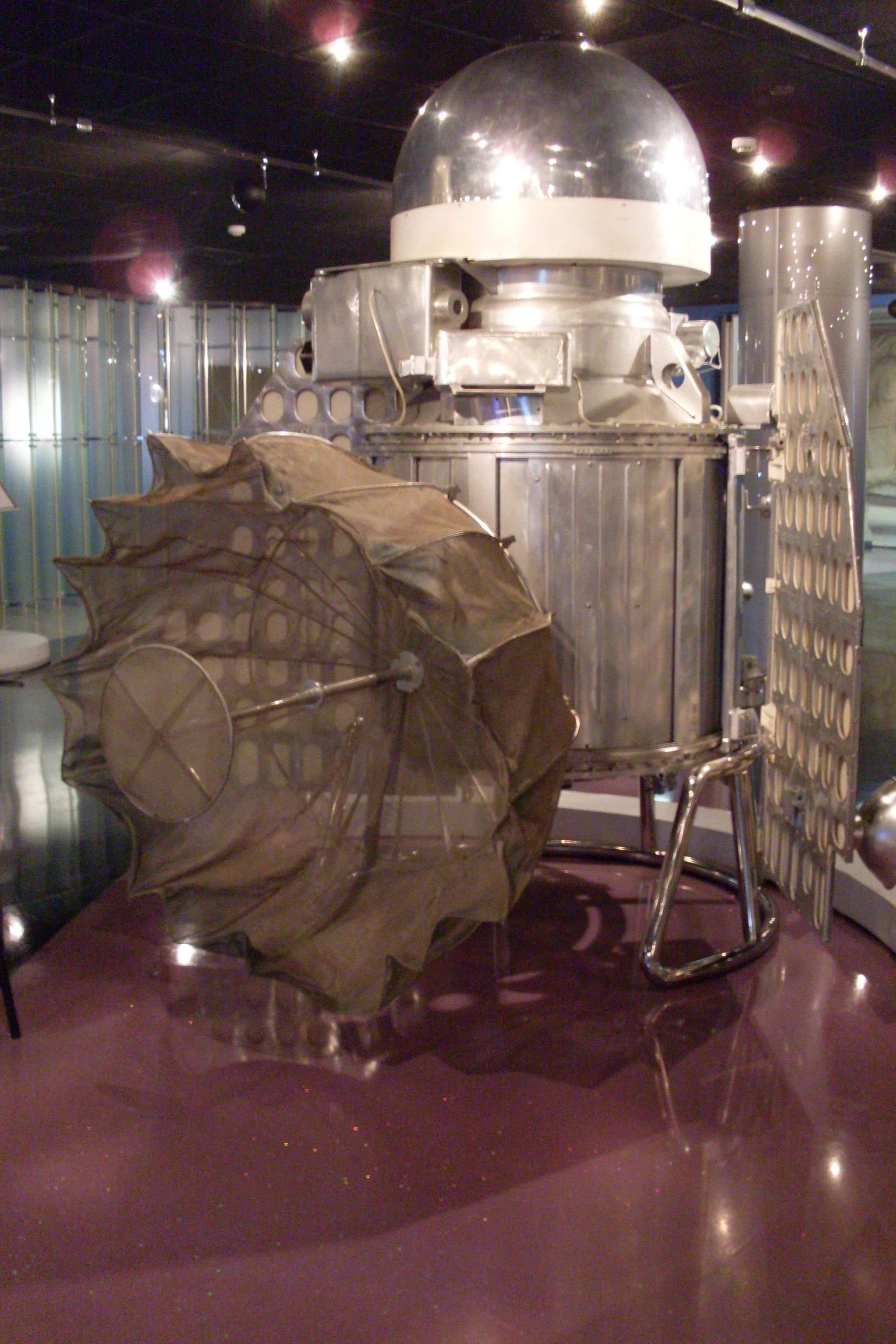
Model sondy Veněra 1

Od sond Veněra byly odvozeny dvě sondy Vega určené k průzkumu Venuše a Halleyovy komety.

## Popis konstrukce
Veněra 3 až 8 byly stejné konstrukce. Vážily přibližně tunu, do vesmíru byly vyneseny raketou typu Sojuz, skládaly se z obslužného modulu a kulového atmosférického pouzdra. Sondy byly optimalizovány pro atmosférická měření a nebyly vybaveny žádným speciálním zařízením pro přistání, ačkoliv se doufalo, že by mohly stále funkční dosáhnout povrchu (posledním dvěma se to podařilo). Obslužný modul vstupoval do atmosféry zároveň s atmosférickým pouzdrem a shořel. Pouzdra vysílala data přímo k Zemi. Odlišný vzhled měly Veněra 9 až 14. Vážily přibližně pět tun a byly vynášeny silnými raketami Proton. Obsahovaly přenosový a spojovací modul, který měl motory k zabrzdění a přechodu na oběžnou dráhu kolem Venuše (Veněra 9 a 10, 15 a 16) a který poté sloužil jako převaděč a zesilovač signálu aparatury z planety k Zemi. Pouzdro určené ke vstupu do atmosféry bylo na vrcholu celé sondy ve sférickém tepelném štítu. Sondy byly optimalizovány pro operace na povrchu, jejich neobvyklému vzhledu dominovala komora tvaru koule, která měla chránit elektroniku před atmosférickým tlakem a teplotou tak dlouho, jak jen bylo možné. Vespod byl otřesy absorbující „deformační prstenec“ určený pro přistání. Nad protitlakovou koulí byla válcová anténa a rozsáhlá struktura parabolického tvaru, podobající se anténě, ve skutečnosti však brzda při sestupu atmosférou. Konstrukce sond dovolovala práci na povrchu minimálně po dobu 30 minut. Vybavení se v různých misích lišilo, vždy ale obsahovalo kamery, analyzátory atmosféry a přístroje pro analýzu povrchových hornin.
Přistávací moduly Veněry 9 a 10 měly každý po dvou kamerách. Fungovala pouze jedna, protože u obou modulů se nezdařilo otevřít kryty čočky na druhé kameře. Konstrukce u Veněry 11 a 12 byla změněna, ale to problém ještě zhoršilo a v těchto misích selhaly všechny kamery. Jen přistávacím modulům Veněry 13 a 14 fungovaly obě kamery. Externí odkaz na konci hesla vede na galerii záběrů získaných všemi přistávacími moduly.
Veněry 15 a 16 byly podobné, jen neobsahovaly přistávací ani atmosférické moduly, které byly nahrazeny radarovým zařízením mapujícím povrch.
Sondy Vega, které v roce 1985 odstartovaly k Venuši a Halleyově kometě, používaly také základní design Veněr včetně přistávacích modulů, nesly však navíc atmosférické balóny, které vysílaly data po dva dny.

## Seznam sond
V seznamu jsou uvedeny typ sondy, základní cíl, datace a výsledky mise.
| Jméno      | Typové označení, výrobní číslo | Index COSPAR | Start              | Cíl mise                    | Přílet k Venuši | Výsledky |
| ---------- | ------------------------------ | ------------ | ------------------ | --------------------------- | --- | --- |
| Sputnik 7  | 1VA, č. 1                      | 1961-002A    | 4. února 1961      | Průlet                      | Selhal 4. stupeň nosné rakety, sonda zanikla v atmosféře Země 26. února 1961. | Selhal 4. stupeň nosné rakety, sonda zanikla v atmosféře Země 26. února 1961. |
| Veněra 1   | 1VA, č. 2                      | 1961-003A    | 12. února 1961     | Průlet                      | 19./20. května 1961 | 27. února 1961 ztráta spojení na cestě k Venuši. Sonda proletěla kolem planety ve vzdálenosti 100 000 km. |
| Sputnik 19 | 2MV-1, č. 1                    | 1962-040A    | 25. srpna 1962     | Vstup do atmosféry          | Selhal 4. stupeň nosné rakety, sonda zanikla v atmosféře Země 28. srpna 1962. | Selhal 4. stupeň nosné rakety, sonda zanikla v atmosféře Země 28. srpna 1962. |
| Sputnik 20 | 2MV-1, č. 3                    | 1962-043C    | 1. září 1962       | Vstup do atmosféry          | Selhal 4. stupeň nosné rakety, sonda zanikla v atmosféře Země 6. září 1962. | Selhal 4. stupeň nosné rakety, sonda zanikla v atmosféře Země 6. září 1962. |
| Sputnik 21 | 2MV-2, č. 1                    | 1962-045A    | 12. září 1962      | Průlet                      | Selhal 3. stupeň nosné rakety, sonda zanikla v atmosféře Země 14. září 1962. | Selhal 3. stupeň nosné rakety, sonda zanikla v atmosféře Země 14. září 1962. |
| –          | 3MV-1, č. 2                    | –            | 19. února 1964     | Průlet                      | Explodoval 3. stupeň nosné rakety, sonda zanikla v atmosféře Země při startu. | Explodoval 3. stupeň nosné rakety, sonda zanikla v atmosféře Země při startu. |
| Kosmos 27  | 3MV-1, č. 3                    | 1964-014A    | 27. března 1964    | Průlet                      | Selhal 4. stupeň nosné rakety, sonda zanikla v atmosféře Země 28. března 1964. | Selhal 4. stupeň nosné rakety, sonda zanikla v atmosféře Země 28. března 1964. |
| Zond 1     | 3MV-1, č. 4                    | 1964-016D    | 2. dubna 1964      | Vstup do atmosféry          | 19. července 1964 | Po neúspěšné korekci dráhy 14. května 1964 ztraceno spojení, sonda minula Venuši o několik miliónů km. |
| Veněra 2   | 3MV-4, č. 4                    | 1965-091A    | 12. listopadu 1965 | Průlet                      | 27. února 1966 | Spojení ztraceno těsně před průletem. |
| Veněra 3   | 3MV-3, č. 1                    | 1965-092A    | 16. listopadu 1965 | Vstup do atmosféry          | 1. března 1966 | Při závěrečném přibližování ztraceno spojení. Dopad na Venuši s odchylkou méně než 450 km. |
| Kosmos 96  | 3MV-4, č. 6                    | 1965-094A    | 23. listopadu 1965 | Průlet                      | Selhal 3. stupeň nosné rakety, sonda zanikla v atmosféře Země 9. prosince 1965. | Selhal 3. stupeň nosné rakety, sonda zanikla v atmosféře Země 9. prosince 1965. |
| Veněra 4   | 4V-1, č. 310                   | 1967-058A    | 12. června 1967    | Vstup do atmosféry          | 18. října 1967 | První analýza atmosféry jiné planety. Vstoupila do atmosféry a předávala data až do zániku ve výšce asi 28 km. |
| Kosmos 167 | 4V-1, č. 311                   | 1967-063A    | 17. června 1967    | Vstup do atmosféry          | Selhal 4. stupeň nosné rakety, sonda zanikla v atmosféře Země 25. června 1967. | Selhal 4. stupeň nosné rakety, sonda zanikla v atmosféře Země 25. června 1967. |
| Veněra 5   | 4V-1, č. 330                   | 1969-001A    | 5. ledna 1969      | Vstup do atmosféry          | 16. května 1969 | Vstoupila do atmosféry a předávala data až do zániku ve výšce 26 km. |
| Veněra 6   | 4V-1, č. 331                   | 1969-002A    | 10. ledna 1969     | Vstup do atmosféry          | 17. května 1969 | Vstoupila do atmosféry a předávala data až do zániku ve výšce 11 km. |
| Veněra 7   | 4V-1, č. 630                   | 1970-060A    | 17. srpna 1970     | Přistání                    | 15. prosince 1970 | První přistání na jiné planetě. Předávala data z povrchu 23 minut. |
| Kosmos 359 | 4V-1, č. 631                   | 1970-065A    | 22. srpna 1970     | Přistání                    | Selhal 4. stupeň nosné rakety, sonda zanikla v atmosféře Země 6. listopadu 1970. | Selhal 4. stupeň nosné rakety, sonda zanikla v atmosféře Země 6. listopadu 1970. |
| Veněra 8   | 4V-1, č. 670                   | 1972-021A    | 27. března 1972    | Přistání                    | 22. července 1972 | Přistála na Venuši. Předávala data z povrchu 50 minut. |
| Kosmos 482 | 4V-1, č. 671                   | 1972-023A    | 31. března 1972    | Přistání                    | Selhal 4. stupeň nosné rakety, sonda se rozpadla. Část dopadla poblíž města Ashburton, Nový Zéland. Část se dostala na vyšší orbitu okolo země, k deorbitaci došlo 10. května 2025, zbytky sondy dopadly do Indického oceánu | Selhal 4. stupeň nosné rakety, sonda se rozpadla. Část dopadla poblíž města Ashburton, Nový Zéland. Část se dostala na vyšší orbitu okolo země, k deorbitaci došlo 10. května 2025, zbytky sondy dopadly do Indického oceánu |
| Veněra 9   | 4V-1, č. 660                   | 1975-050A    | 8. června 1975     | Družice planety a přistání. | 22. října 1975 | Orbitální modul se stal první umělou družicí jiné planety. Přistávací modul přistál na Venuši. Předával data z povrchu, včetně prvních fotografií v povrchu jiné planety, 53 minut. |
| Veněra 10  | 4V-1, č. 661                   | 1975-054A    | 14. června 1975    | Družice planety a přistání. | 25. října 1975 | Orbitální modul se stal družicí planety. Přistávací modul přistál na Venuši. Předával data, včetně fotografií, z povrchu 65 minut. |
| Veněra 11  | 4V-1, č. 360                   | 1978-084A    | 9. září 1978       | Průlet a přistání           | 25. prosince 1978 | Přistávací modul přistál na Venuši. Předával data z povrchu 95 minut, kamery však selhaly. Orbitální modul po průletu okolo planety zůstal na heliocentrické dráze. |
| Veněra 12  | 4V-1, č. 361                   | 1978-086A    | 14. září 1978      | Průlet a přistání           | 21. prosince 1978 | Přistávací modul přistál na Venuši. Předával data z povrchu 110 minut, zaznamenal blesky v atmosféře Venuše. Orbitální modul po průletu okolo planety zůstal na heliocentrické dráze. |
| Veněra 13  | 4V-1                           | 1981-106A    | 30. října 1981     | Průlet a přistání           | 1. března 1982 | Přistávací modul přistál na Venuši. Předával data z povrchu 127 minut, pořídil první barevné fotografie povrchu. Pomocí spektrometru objevil ve vzorku hornin leucitový čedič.. Orbitální modul po průletu okolo planety zůstal na heliocentrické dráze.                                                                                                   |
| Veněra 14  | 4V-1                           | 1981-110A    | 4. listopadu 1981  | Průlet a přistání           | 5. března 1982 | Přistávací modul přistál na Venuši. Předával data z povrchu 57 minut, pořídil barevné fotografie povrchu, včetně prvního zvuku z povrchu jiné planety. Ve vzorku horniny byl odhalen tholeiitický čedič (podobný těm, které se nacházejí v pozemských středooceánských hřbetech). Orbitální modul po průletu okolo planety zůstal na heliocentrické dráze. |
| Veněra 15  | 4V-2                           | 1983-053A    | 2. června 1983     | Družice Venuše              | 10. října 1983 | Přešla na oběžnou dráhu Venuše a osm měsíců prováděla radarové mapování severní polokoule planety až 30° od severního pólu (s rozlišením 1-2 km). |
| Veněra 16  | 4V-2                           | 1983-054A    | 7. června 1983     | Družice Venuše              | 14. října 1983 | Přešla na oběžnou dráhu Venuše a osm měsíců prováděla radarové mapování severní polokoule planety až 30° od severního pólu (s rozlišením 1-2 km). |